# Tracy Goddard
Tracy Goddard (née le 29 novembre 1969) est une athlète britannique spécialiste du 400 mètres puis du saut en longueur, elle pratique aussi le 200 mètres et l'heptathlon. 

## Carrière

### Palmarès
| Date | Compétition           | Lieu         | Résultat | Épreuve               | Performance   |
| ---- | --------------------- | ------------ | -------- | --------------------- | ------------- |
| 1993 | Championnats du monde | Stuttgart    | 3e       | Relais 4 × 400 mètres | 3 min 23 s 41 |
| 1994 | Jeux du Commonwealth  | Victoria     | 1re      | Relais 4 × 400 mètres | 3 min 27 s 06 |
| 1998 | Jeux du Commonwealth  | Kuala Lumpur | 5e       | Saut en longueur      | 6,35 m        |

### Records
| Épreuve          | Performance  | Lieu              | Date            |
| ---------------- | ------------ | ----------------- | --------------- |
| 200 mètres       | 23 s 59      | Birmingham        | 19 juillet 1997 |
| 400 mètres       | 53 s 23      | Dijon             | 13 juin 1991    |
| Saut en longueur | 6,44 m       | Cork              | 21 juin 1997    |
| Heptathlon       | 5 339 points | Enfield[Lequel ?] | 4 août 1996     |